# شاون میلن
شاون میلن (انگلیسی: Shawn Milne؛ زادهٔ ۹ نوامبر ۱۹۸۱) دوچرخه‌سوار اهل ایالات متحده آمریکا است.